# Gunhild Ørn
Gunhild Ørn (nascida em 22 de março de 1970) é uma ex-ciclista norueguesa. Nos Jogos Olímpicos de Verão de 1992 em Barcelona, competiu representando a Noruega na prova de estrada (individual), terminando na 37ª posição.